# Gülseren
 (mars 2014).
Si vous disposez d'ouvrages ou d'articles de référence ou si vous connaissez des sites web de qualité traitant du thème abordé ici, merci de compléter l'article en donnant les références utiles à sa vérifiabilité et en les liant à la section « Notes et références ».
Gülseren, de son vrai nom Gülseren Yıldırım Gomez, née en 1973 à Istanbul, est une chanteuse turque. 

## Biographie
Sa famille s'installe à Paris lorsqu'elle était âgée de sept ans. 
Gülseren étudie à l'INALCO à Paris. Elle étudie également au conservatoire Hector Berlioz de chant à Paris.
Elle s'installe à Istanbul en 2005 avec Luis Ernesto Gomez, son mari musicien. Elle y produit ses nouveaux albums et donne des cours de chants et de danse.

### Carrière musicale
Entre 1997 et 2005, elle chante tous les soirs au jazz club parisien renommé Les Trois Mailletz, puis dans toute l'Europe notamment dans son pays d'origine.
Gülseren apparaît dans la série Roos and Rana réalisée pour la télévision néerlandaise, qui est diffusée en 2001.
En 2005, Gülseren est sélectionnée pour représenter la Turquie au Concours Eurovision de la chanson 2005 à Kiev, avec la chanson Rimi Rimi Ley. Elle termine à la 13e place, sur 24 pays participants.
Depuis elle donne de nombreux concerts sur les scènes de plusieurs pays.
En 2008, Gülseren sort son album Kumbiya Turka.
En 2013, elle sort l'album La Descarga avec son groupe de latin jazz.

En 2019, Gülseren revient en France avec un nouvel album sensationnel intitulé "Comme Toi", une véritable explosion de styles allant de la pop au rock, en passant par le disco et le funk. Ces chansons en français, en turc, en espagnol et en anglais témoignent de sa passion pour la diversité culturelle et linguistique.